# Lilo Wanders

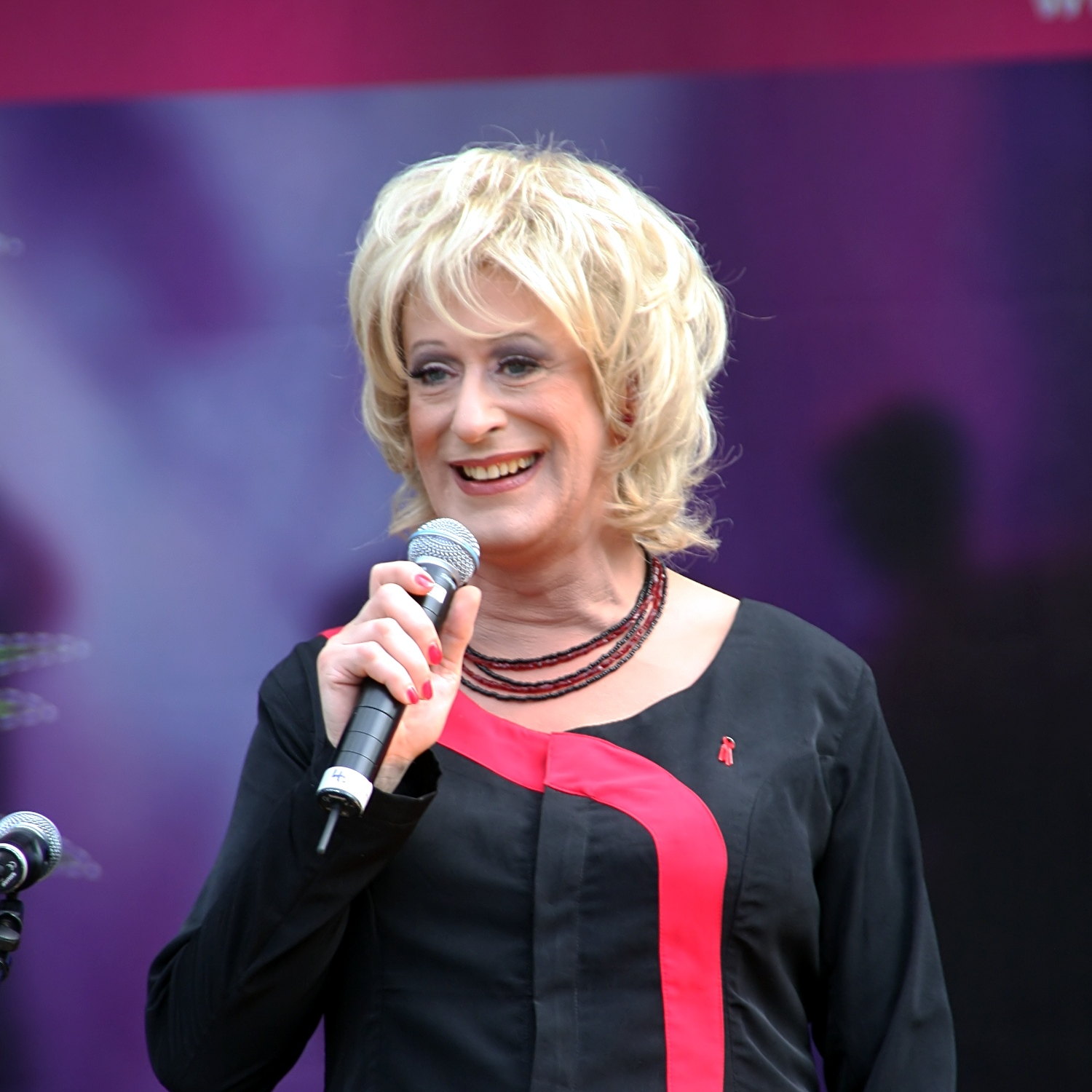
Lilo Wanders als Moderatorin auf der ColognePride 2009

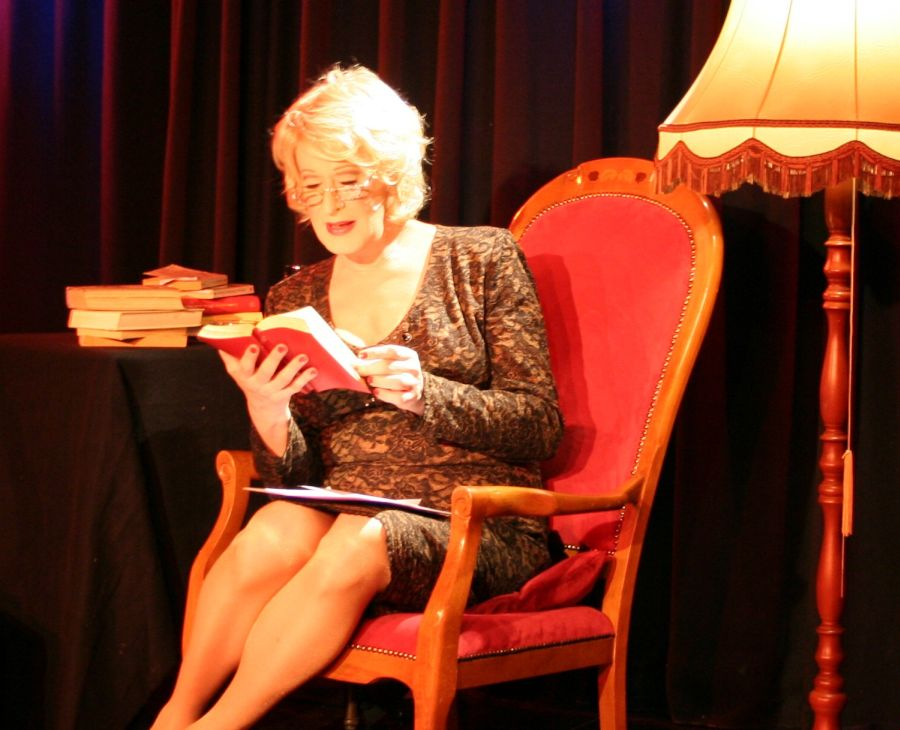
Lilo Wanders liest aus erotischer Literatur

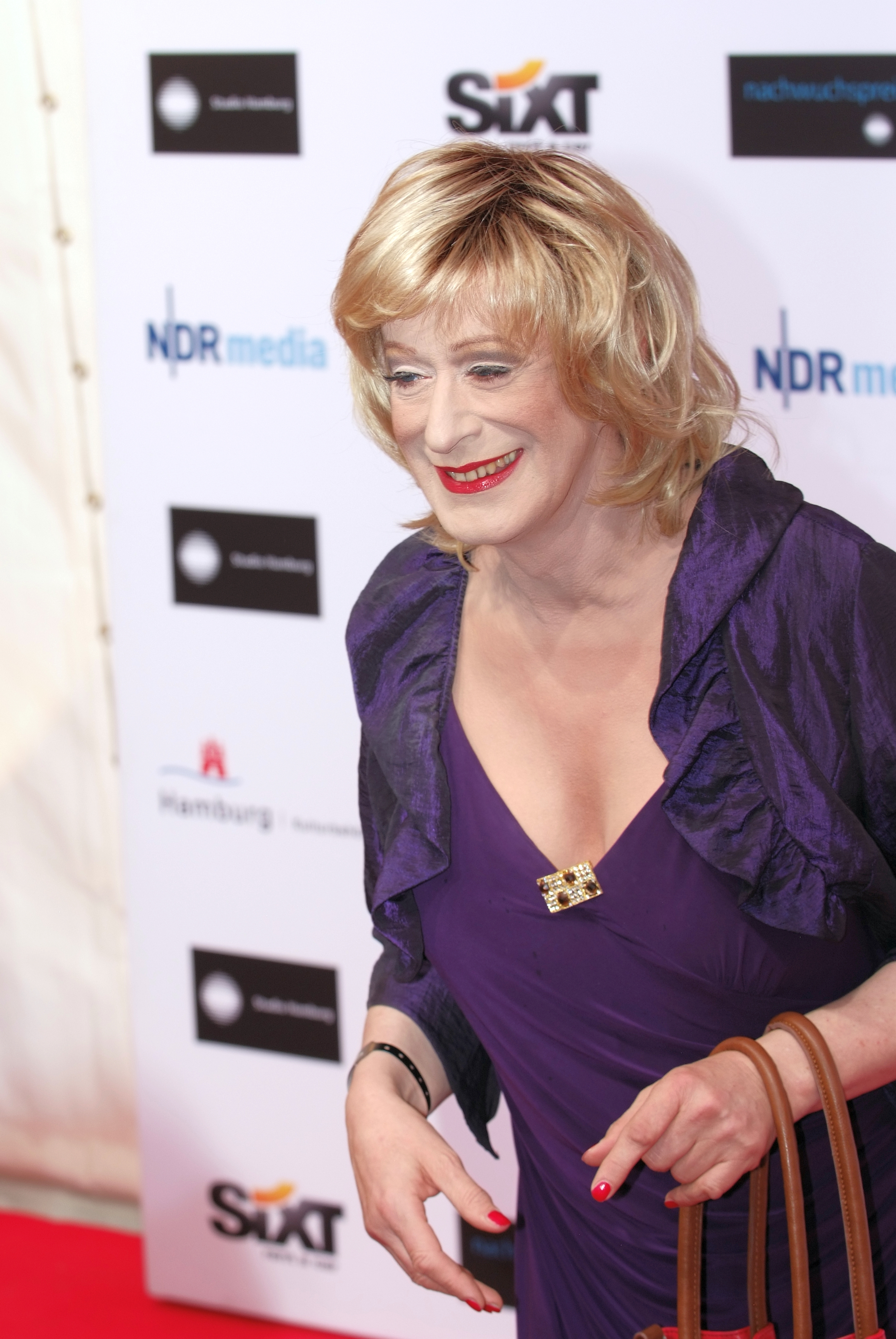
Lilo Wanders auf dem roten Teppich zum Studio Hamburg Nachwuchspreis 2012

Ernst-Johann „Ernie“ Reinhardt (* 22. September 1955 in Celle) ist ein deutscher Schauspieler und Travestiekünstler, der fast ausschließlich in einer weiblichen Rolle unter dem Namen Lilo Wanders auftritt.

## Leben
Ernie Reinhardt wurde als Sohn des Kaufmanns Hermann Reinhardt (1924–1960) und dessen Frau Karin, geb. Schubert (1929–2017), in Celle geboren und wuchs in Dorfmark bei Bad Fallingbostel in der Lüneburger Heide auf, wo sein Großvater ein Lebensmittelgeschäft betrieb. In Walsrode besuchte er das Gymnasium Walsrode, bis er im Alter von 18 Jahren nach Hamburg zog, um Bibliothekswesen zu studieren. Währenddessen machte er ein Praktikum in Bremen. Das Studium brach er ab. In Bremen wurde Reinhardt Mitglied eines Schwulenchors und ging mit einer schwulen Theatergruppe auf Tournee. In den 1980er-Jahren lebte Reinhardt in Hamburg und trat hier mit schwulen Ensembles und in Soloprogrammen in der alternativen Theaterszene der Hansestadt auf, u. a. mit Corny Littmann. Am 8. August 1988 eröffnete Reinhardt gemeinsam mit Littmann auf der Reeperbahn in Hamburg das Schmidt Theater. Durch schrille Unterhaltung erregte er schnell Aufsehen und erreichte eine regionale Bekanntheit.
Kurze Zeit später entstand auf der Bühne des Schmidt-Theaters die Kunstfigur Lilo Wanders, angelegt als bissige, alternde Theaterdiva mit zahlreichen Allüren. Vorbild hierfür war die Schauspielerin Evelyn Künneke (1921–2001). Anfang der 1990er-Jahre war Lilo Wanders ein fester Bestandteil der Schmidt Mitternachtsshow im NDR Fernsehen (damals N3 genannt). Lilo Wanders ist eine beim Deutschen Patent- und Markenamt auf Ernst-Johann Reinhardt eingetragene Marke. Von 1994 bis 2004 moderierte Reinhardt in der Travestie-Rolle der Lilo Wanders die Fernsehsendung Wa(h)re Liebe beim Fernsehsender VOX, was der Figur bundesweite Bekanntheit einbrachte. Mit den Theaterstücken Die Mythomanin über Evelyn Künneke und Der graue Engel über Marlene Dietrich (verfasst von Moritz Rinke) trat Reinhardt bundesweit auf. Daneben führte er als Lilo Wanders gelegentlich durch Varietéprogramme, moderierte Gala-Abende, spielte Rollen in Kino- und Fernsehfilmen und war Gast in Fernseh-Shows, wie bei Blond am Freitag im ZDF.
Im September 2010 war Reinhardt in zwei Folgen der ARD-Telenovela Rote Rosen zu sehen. Seit April 2011 führt er als Lilo Wanders Einheimische und Touristen in der „Tour de Schmidt“ und seit 2012 als Mitglied der Olivia-Jones-Familie in der „Tour de Wanders“ über die Reeperbahn und zeigt seine Lieblingsecken in und um St. Pauli. 2016 trat er in der Show „Schwiegertochter gesucht“ auf und half einer Teilnehmerin bei diversen Sexthemen.
Er ist Initiator, Mitgründer und Vorstand der 2021 gegründeten Come Out! Stiftung.
Am 22. Dezember 2022, im Rahmen des Massengeschmack-TV Adventskalenders, hat Wanders das Sex- und Erotikmagazin Massengeschnackseln veröffentlicht.
Ernie Reinhardt ist mit einer Frau verheiratet und hat drei Kinder. Er wohnt in Hamburg und auf einem Bauernhof im Alten Land.

## Auszeichnung
- 2023: Jürgen-von-Manger-Preis für das Lebenswerk[8]

## Filmografie

### Filme
- 1990: Werner – Beinhart! (Animation, Stimme von Frau Glör)
- 1992: Der kleene Punker (Animation, Stimme von Oma Neumann)
- 1993: Die Ratte
- 1999: Werner – Volles Rooäää!!! (Animation, Stimme von Margret Röhrich)
- 2000: Probieren Sie's mit einem Jüngeren, NR: Moderatorin
- 2000: Das Amt – Blutsbrüder
- 2001: Tatort – Exil!
- 2003: Dienstreise – Was für eine Nacht
- 2003: Suche impotenten Mann fürs Leben
- 2003: Werner – Gekotzt wird später! (Animation, Stimme von Frau Hansen und Frau Glör)
- 2005: Heisses Blut oder Vivienne del Vargos’ letzter Vorhang
- 2007: Warum Männer nicht zuhören und Frauen schlecht einparken
- 2011: Werner – Eiskalt (Animation, Stimme von Margret Röhrich und Frau Hansen)
- 2013: Notruf Hafenkante – Minderheitenkrieg
- 2014: Laura – Das Juwel von Stuttgart
- 2015: Halbe Brüder
- 2024: Sexuell verfügbar

## Werke
- Lilo Wanders: Tja, meine Lieben, Econ 1997, ISBN 3-612-26361-7.
- Lilo Wanders: Wa(h)re Liebe – A–Z, Heel 2001, ISBN 3-89880-021-0.
- Lilo Wanders: Exotische Scharfmacher, Europa Verlag Hamburg 2002, ISBN 3-203-85055-9.
- Lilo Wanders: Voll aufgeklärt: 100 Antworten auf 1000 Fragen, Moderne Verlagsges. MVG 2008, ISBN 3-636-06376-6.
- Erika Berger, Lilo Wanders: Langenscheidt Sex-Deutsch / Deutsch-Sex, Langenscheidt 2009, ISBN 3-468-73222-8.
- Lilo Wanders: Gern hätt' ich den Mann geküsst (Limited DJ Edition) Vinyl 12", EMI ELECTROLA, 1996, Cat-No.: 12P 519 661
- Lilo Wanders: Singt zwei Duette auf der Platte „Enten hätt' ich züchten sollen...“ von und mit Stephan Sulke, 2011